# Субурбанизација
Субурбанизација је процес супротан од урбанизације. Представља пресељење градског становништва у ободне делове града (приградска насеља). Разлог услед ког се овај процес одвија у вези је са погоршањем услова живота у граду (пренасељеност, загађење, стрес, висока цена живота).
Процес субурбанизације карактеристичан је за развијене државе света (САД, Аустралија, државе Западне Европе). У градовима попут Лондона, Лос Анђелеса, Њујорка и др, субурбанизација се развија већ дужи временски период. Често, приградска насеља имају боље услове живота и динамичнији раст од самог града. Субурбанизација има своје корене у XIX веку, али је највећи развој добила током и после Другог светског рата.